# Девід Данлоп
Девід Данлоп (англ. David Dunlop, нар. 22 грудня 1859 — пом. 3 вересня 1931) — шотландський британський яхтсмен, чемпіон літніх Олімпійських ігор 1908 року.
На Олімпійських Іграх 1908 року в Лондоні Данлоп змагався у класі 12 метрів. Його команда виграла дві гонки і в підсумку посіла перше місце.